# Gentiana brachyphylla
Gentiana brachyphylla är en gentianaväxtart. Gentiana brachyphylla ingår i släktet gentianor, och familjen gentianaväxter.

## Underarter
Arten delas in i följande underarter:
- G. b. brachyphylla
- G. b. favratii